# حمد البدواوي
حمد معضد سيف البدواوي (مواليد 8 أبريل 1999) لاعب كرة قدم إماراتي يجيد اللعب كظهير أيسر لعب سابقاً مع نادي حتا الإماراتي . 

## روابط خارجية
- حمد البدواوي على موقع Soccerway.com (الإنجليزية)